# Väster-Sösjön, Jämtland
Väster-Sösjön är en sjö i Bräcke kommun i Jämtland och ingår i Ljungans huvudavrinningsområde. Sjön har en area på 0,828 kvadratkilometer och ligger 308 meter över havet. Sjön avvattnas av vattendraget Söån.

## Delavrinningsområde
Väster-Sösjön ingår i det delavrinningsområde (697728-152598) som SMHI kallar för Utloppet av Väster-Sösjön. Medelhöjden är 359 meter över havet och ytan är 17,76 kvadratkilometer. Det finns inga avrinningsområden uppströms utan avrinningsområdet är högsta punkten. Söån som avvattnar avrinningsområdet har biflödesordning 4, vilket innebär att vattnet flödar genom totalt 4 vattendrag innan det når havet efter 134 kilometer. Avrinningsområdet består mestadels av skog (82 procent). Avrinningsområdet har 0,9 kvadratkilometer vattenytor vilket ger det en sjöprocent på 5 procent.